# Kathleen James-Chakraborty
Kathleen James-Chakraborty es una profesora de historia del arte e historiadora de la arquitectura norteamericana que actualmente enseña en  University College Dublín. Es experta en modernismo estadounidense y alemán, y está interesada en la arquitectura sagrada moderna. En 2018 recibió la Medalla de Oro de la Real Academia de Irlanda por Humanidades.

## Primeros años y educación
James-Chakraborty creció en la Bahía de Chesapeake. En 1966 asistió a la escuela primaria Chestertown, donde estuvo en el primer año de desegregación. Pasó tres semestres en un internado en Nueva Inglaterra, donde pasó un tiempo en una biblioteca diseñada por Louis Kahn. Ella seguía siendo amiga de su maestra de escuela primaria, la Sra. Wilson, hasta su muerte a la edad de noventa y un años. Obtuvo su licenciatura en la Universidad de Yale en 1982. Obtuvo una maestría y un doctorado en la Universidad de Pensilvania en 1990. Se mudó a la Escuela de Arquitectura de la Universidad de Minnesota como profesora asistente. 

## Investigación y carrera
Sirvió como Gambrinus Fellow en la Universidad Técnica de Dortmund. Fue nombrada profesora de arquitectura en la Universidad de California, Berkeley desde 1993. James-Chakraborty fue nombrada profesora de Historia del Arte en la University College Dublín en 2007. Fue directora de la Escuela de Historia del Arte de 2007 a 2010. Pasó el semestre de otoño en 2015 y 2016 en la Yale School of Architecture.
Su obra considera arte moderno, modernismo y nacionalismo. Ella ha extendido las perspectivas recibidas del modernismo alemán. James-Chakraborty ha investigado el papel de la mujer en la arquitectura y el diseño. También estudió la Ruhrgebiet y la arquitectura alemana reciente. En 2016 organizó la Red Europea de Historia de la Arquitectura, que se celebró en el Castillo de Dublín. Su libro de 2017 Arquitectura desde 1400 fue una encuesta global de arquitectura, descrita por Murray Fraser como una "visión general centelleante". Se cree que es la primera mujer en escribir una historia global de la arquitectura. 
Mientras que otros han caracterizado los museos y monumentos conmemorativos contemporáneos de Berlín como posmodernos, Kathleen James-Chakraborty argumenta que estos entornos son ejemplos de una "arquitectura de la memoria moderna" que es mucho más antigua, más compleja e históricamente contingente. Ella revela que las iglesias y museos reparados y diseñados antes de 1989 en Düren, Hannover, Múnich, Neviges, Pforzheim, Stuttgart y Weil am Rhein contribuyeron a un precedente modernista para la relación entre la identidad alemana y el pasado desarrollado desde entonces en la región del Ruhr y en Berlín.
Participa en la exposición Bauhaus Effects de la Galería Nacional de Irlanda de 2019. Sirve en la junta del Museo Nacional de Irlanda.

### Premios y distinciones
- 2011: Elegida para la Real Academia Irlandesa[19]
- 2018: Medalla de Oro de la Real Academia de Irlanda por Humanidades[1][2]

### Publicaciones
- Jefferies, Matthew (1 de enero de 1998). «Erich Mendelsohn and the Architecture of German Modernism». Journal of Design History 11 (2): 186-187. ISSN 0952-4649. doi:10.1093/jdh/11.2.186.
- «On the Spirit of tne Age». On the Spirit of the Age. Routledge. 5 de julio de 2017. pp. 1-37. ISBN 9781315128245. doi:10.4324/9781315128245-1.
- James-Chakraborty, Kathleen (6 de septiembre de 2002). German Architecture for a Mass Audience. ISBN 9780203449448. doi:10.4324/9780203449448.
- James-Chakraborty, Kathleen (2006). Bauhaus Culture: From Weimar to the Cold War (en inglés). University of Minnesota Press. ISBN 9780816646876.
- James-Chakraborty, Kathleen, ed. (5 de julio de 2017). India in Art in Ireland. Routledge. ISBN 9781315092744.
- James-Chakraborty, Kathleen (1 de enero de 2014). Architecture since 1400. University of Minnesota Press. ISBN 9780816673964. doi:10.5749/minnesota/9780816673964.001.0001.
- «Introduction», Modernism as Memory (University of Minnesota Press), 2018: 1-12, ISBN 9781452956251, doi:10.5749/j.ctt1pwt7w6.3.
- Conclusion The Kolumba Museum in Cologne, Modernism as Memory : Building Identity in the Federal Republic of Germany. :237-244